# Alba bautismal

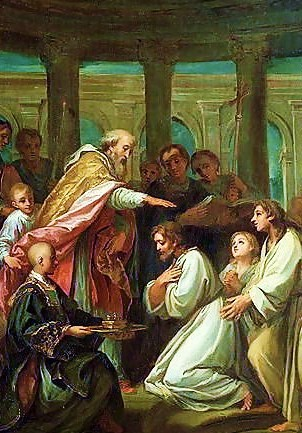
En el bautismo de San Agustín (Louis de Boulogne II, 1702) vemos al santo utilizando alba bautismal

El alba bautismal es una túnica que se imponía al neófito en la iglesia católica para recibir el sacramento del bautismo. El alba bautismal era una túnica de lino ajustada al talle por medio de un cinturón, estrecha y con mangas como una túnica ordinaria. Talar, envolvía todo el cuerpo y usábala el nuevo bautizado sin ningún otra prenda encima ni debajo. 
En los primeros tiempos era costumbre en la Iglesia católica revestir al neófito con una vestidura blanca. Ya en pinturas de las catacumbas se ven a los neófitos vistiendo el alba bautismal. Los escritores sagrados del siglo IV son quienes primeramente hacen mención de esa ceremonia. A ella se refiere Lactatus, San Paulino de Nola, San Cirilo de Jerusalén y San Ambrosio. 
La túnica bautismal se daba a los adultos y también a los niños. Joven era San Jerónimo cuando la recibió en Roma. Fue costumbre de la Iglesia latina enviar el alba blanca al neófito antes de la confirmación y en la Iglesia griega después. Los que las llevaban eran llamados in albis indecentes: conductores que van vestidos de blanco. 
La ceremonia de imposición del alba bautismal se practicaba pronunciando esta fórmula: 
Accipe vestem candidam et inmaculatam, quam preferas sine macula ante tribunal Domini Nostri Jesu-Christi. Amen
Recibe la túnica blanca e inmaculada: ojalá puedas presentarla sin manchas ante el tribunal de Nuestro Señor Jesucristo. Amén
Parece que esta túnica era santificada por medio de una bendición particular.
El tiempo que esta prenda se llevaba puesta varió según los países. Los egipcios la conservaban hasta su muerte y la vestían en algunas ocasiones como San Antonio cuando, poseído del ansia del martirio se presentó ante el juez. En otras partes sólo se llevaba ocho días y por eso el domingo que seguía a la deposición de la túnica bautismal se llamaba en toda la Iglesia católica Dominica in albis depositis. Durante la octava, el neófito no se la quitaba ni en casa ni en la iglesia y no se desnudaba por sí mismo sino ayudado por otros, siendo esto objeto de una ceremonia. Las mujeres estaban exceptuadas de esta regla.
El alba bautismal se depositaba en la iglesia o en la sacristía del baptisterio y se lavaba con agua bendita mediante una oración especial. Se devolvía para los usos de la iglesia pero no podía servir para otros neófitos. Alguna vez se echó mano de las albas así conservadas como prueba testifical contra apóstatas y descarriados.
En el bautizo de niños se suele usar en la actualidad, en sustitución del alba, una caperuza blanca que se coloca sobre la cabeza del neófito en el momento marcado por el ritual. En otras ocasiones se usa un simple pañuelo blanco, incluso un lazo. En algunas iglesias sin embargo se ha recuperado el uso del alba tanto para el bautizo de niños como para el de adultos.
- Datos: Q4857590
- Multimedia: Christening gowns / Q4857590